# Pohár Artemia Franchiho
Pohár Artemia Franchiho byla fotbalová soutěž, v níž hráli vítěz mistrovství Evropy ve fotbale s vítězem Copa América. O držiteli trofeje rozhodoval jediný zápas. Byla pojmenována podle předsedy UEFA Artemia Franchiho, který zahynul při autonehodě v srpnu 1983. Byly odehrány pouze dva ročníky, pak tuto soutěž nahradil Konfederační pohár FIFA.
V roce 2020 se CONMEBOL a UEFA dohodli na obnovení tradice a v roce 2022 se soutěž konala pod názvem Finalissima.
Nejvíce titulů má Argentina (2).

## 1985
Paříž, 21. srpna 1985
 Francie —  Uruguay 2:0 (Dominique Rocheteau, José Touré)

## 1993
Mar del Plata, 24. února 1993
 Argentina —  Dánsko 1:1 (Claudio Caniggia — Nestor Craviotto vlastní), na penalty 5:4